# Emilie Christensen
Emilie Christensen (* 13. April 1993 in Oslo, Norwegen) ist eine norwegische Handballspielerin, die dem Kader der norwegischen Nationalmannschaft angehörte.

## Karriere
Emilie Christensen lief mit Fana IL in der 1. divisjon, die zweithöchste norwegische Spielklasse, auf. Im Dezember 2013 wechselte die Rückraumspielerin zum norwegischen Erstligisten Glassverket IF, der zu diesem Zeitpunkt verletzungsbedingt auf Nina Heglund und Tiril Merg verzichten musste. Ab dem Sommer 2017 stand sie bei Larvik HK unter Vertrag. Christensen lief in der Saison 2019/20 für den ungarischen Erstligisten Ferencváros Budapest auf. Anschließend schloss sie sich dem norwegischen Erstligisten Molde HK an. Nach der Saison 2020/21 verließ Christensen den Verein.
Christensen lief 15-mal für die norwegische Jugend- sowie 11-mal für die Juniorinnennationalmannschaft auf. Mit Norwegen gewann sie die Silbermedaille bei der U-18-Weltmeisterschaft 2010. Weiterhin nahm sie an der U-19-Europameisterschaft 2011 teil. Am 23. November 2017 gab sie ihr Debüt für die norwegische Nationalmannschaft. Christensen gewann die Silbermedaille bei der Weltmeisterschaft in Deutschland.
Christensen ist seit der Saison 2022/23 bei Glassverket IF als spielende Co-Trainerin tätig.